# Hans Stolle

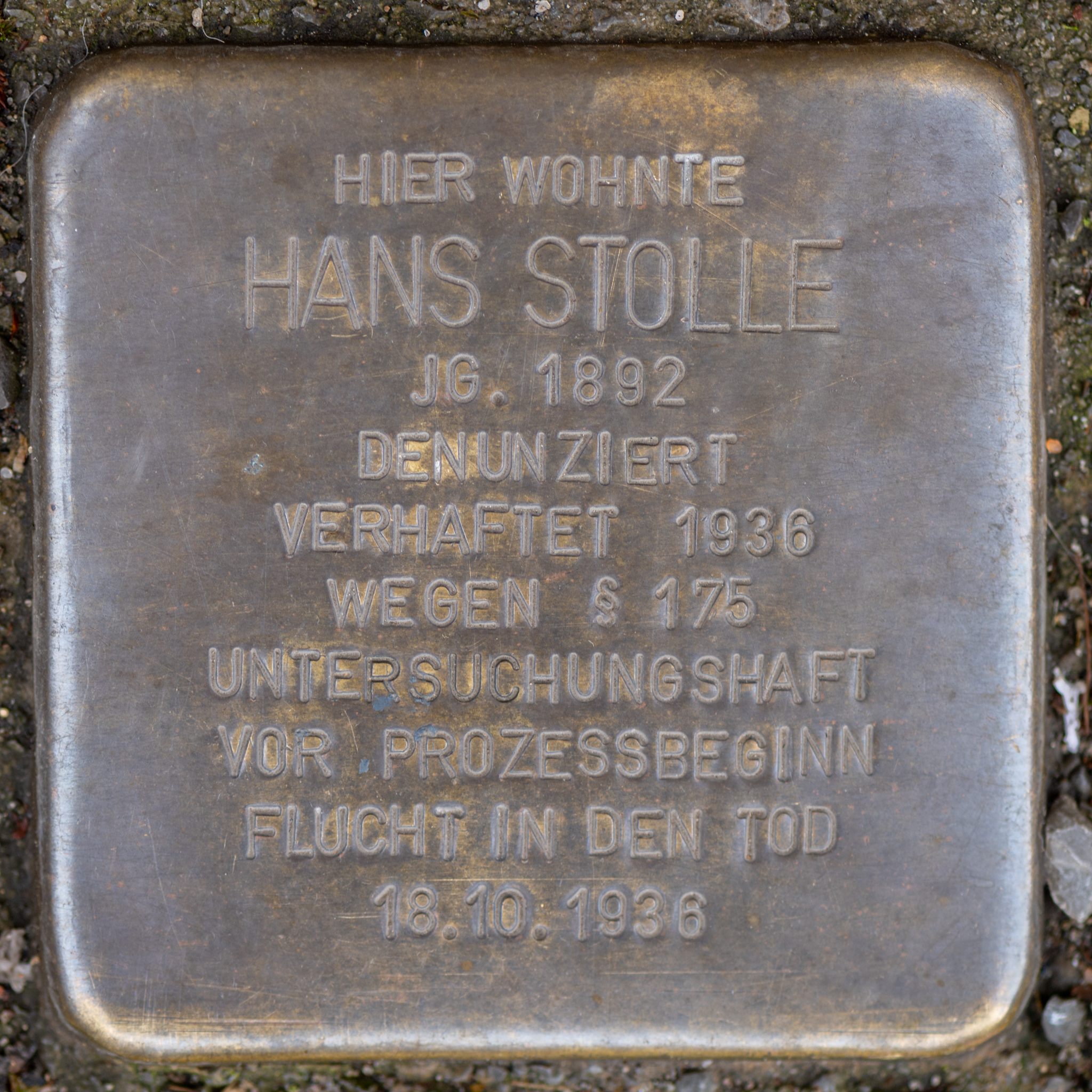

Hans Stolle (* 18. Januar 1892 in Berlin; † 23. Oktober 1936 in Nürnberg) war ein deutscher Theaterschauspieler.

## Leben
Hans Gotthold Eugen Stolle wurde als Sohn des Reichsbankrats Johannes Fahnkow (* 1868; † ?) und der Minna Stolle (* 1870; † nach 1936) geboren. Im Ersten Weltkrieg war er im Fronteinsatz dienstverpflichtet.
Nach seiner Schauspielausbildung war er zunächst in seinem ersten Theaterengagement von 1918 bis 1924 am Leipziger Schauspielhaus engagiert. In der Spielzeit 1919/20 spielte er bei der Leipziger Volkbühne den Oberon in Ein Sommernachtstraum. In der Spielzeit 1921/22 war er am Leipziger Schauspielhaus als Orlando in Wie es euch gefällt zu sehen. Im November 1921 trat er in Leipzig beim Literarischen Kabarett „Retorte“ auf. Während seines Leipziger Engagements wirkte Stolle auch in einer Hauptrolle in dem in Leipzig mit Leipziger Theaterschauspielern gedrehten Kriminalfilm Opfer der Liebe (1921) mit.
Nach seinem Leipziger Festengagement folgten Verpflichtungen an das Stadttheater Görlitz (Spielzeit 1924/25) und an das Landestheater Meiningen (1925–1927). In der Spielzeit 1928/29 war er am „Frankfurter Künstlertheater“ engagiert, mit dem er auch Gastspiele gab. Von 1929 bis 1935 war er als Schauspieler, ab 1931 auch als Theaterbibliotheks- und Musikalienverwalter, am Stadttheater Bern unter Vertrag.
Für die Spielzeit 1935/36 wurde er für kleine und mittlere Rollen an das Stadttheater Nürnberg engagiert. In der Spielzeit 1935/36 trat er dort u. a. in dem Lustspiel Rätsel um Beate (Premiere: November 1935), in Ernstsein ist alles (Bunbury, Premiere: April 1936) und im Mai 1936 als Etienne und als Ratsherr von Orleans in Friedrich Schillers Trauerspiel Die Jungfrau von Orleans auf. Stolles Vertrag mit den Städtischen Bühnen Nürnberg endete offiziell am 11. Oktober 1936.
Kurz nach seiner Ankunft in Nürnberg lernte Stolle in einem der damaligen Homosexuellen-Treffs, dem „Luitpold-Automaten“ in der Königstraße in der Nürnberger Altstadt, einen über 20 Jahre jüngeren, 23-jährigen Zahntechniker kennen, mit dem er in der Folgezeit mehrfach sexuelle Kontakte hatte. Wenig später suchten zwei Bekannte des Zahntechnikers, denen dieser wohl von seiner intimen Beziehung mit Stolle erzählt hatte, Stolle in dessen Wohnung auf und erpressten von ihm, mit der Drohung, ihn an die Polizei zu verraten, über mehrere Monate Geld und Lebensmittel.
Aufgrund der Denunziation durch einen der Erpresser wurde Stolle, der zuvor schon mehrfach von der Polizei wegen Verstößen gegen den § 175 StGB in Gewahrsam genommen und verhört worden war, im Oktober 1936 von der Nürnberger Kriminalpolizei verhaftet. Die Vernehmungsbeamten untersuchten systematisch Stolles gesamten Bekannten- und Freundeskreis und versuchten in den Verhören, ihm sexuelle Beziehungen zu weiteren Männern nachzuweisen. Stolle weigerte sich jedoch, die Namen weiterer Sexualpartner zu nennen. Lediglich die Erpressung gab er zu Protokoll.
Noch vor der Anklageerhebung nahm sich Stolle aus Verzweiflung das Leben, indem er sich am 23. Oktober 1936 in seiner Zelle in der Untersuchungshaftanstalt erhängte. Das Theaterbetriebsamt der Städtischen Bühnen Nürnberg vermerkte in Stolles Personalakte lediglich, dass dieser „durch eigene Hand“ gestorben sei.

## Gedenken
Im November 2019 wurde von Gunter Demnig ein Stolperstein für Hans Stolle an der Adresse „Am Stadtpark 17“ (vormals „Am Maxfeld 17“) in Nürnberg verlegt.
Im Oktober 2023 fand auf der Nürnberger Zeppelintribüne nach einer Idee von Wilfried Krüger und in Koproduktion mit dem Ensemble Pegnitzschäfer-Klangkonzepte die Uraufführung der Threnodie Die Männer der Steine von Volker Blumenthaler (Komposition) und Klaus Missbach (Text) statt. Das Werk erinnert an das Schicksal von 14 homosexuellen Männern aus Nürnberg (u. a. auch an Hans Stolle), die von den Nationalsozialisten verfolgt wurden. Zu den ausführenden Künstlern der Uraufführung gehörten u. a. Monika Teepe (Sopran), Ksch. Adeline Schebesch und Patricia Litten.